# Søren Colding
Søren Colding (Frederiksberg, 2 settembre 1972) è un ex calciatore danese, di ruolo difensore.

## Carriera

### Club
Colding ha giocato, in gioventù, per Ejby 68 e Frem, con cui ha poi debuttato. Ha segnato la rete dell'uno a cinque contro il Real Saragozza, nella Coppa UEFA 1992-1993. Quando, nel 1993, il Frem è andato in bancarotta, è passato ai rivali del Brøndby, campioni di Danimarca.
Ha debuttato per la nuova squadra a giugno 1994. Successivamente a tre campionati vinti di fila tra il 1996 e il 1998, il Brøndby si è qualificato per la Champions League 1998-1999. Sempre con il Brøndby, si è aggiudicato una Coppa di Danimarca e, a marzo 1999, è stato nominato capitano della squadra, ereditando la fascia da John Jensen.
Nell'inverno 2000, è passato al Bochum, in Fußball-Bundesliga. Ha debuttato a gennaio 2001 e ha giocato nelle ultime sedici partite del campionato, retrocedendo in 2. Fußball-Bundesliga a fine stagione. Dopo aver conquistato la promozione nell'anno successivo, nel campionato 2003-2004 il Bochum ha ottenuto un onorevole quinto posto in classifica. È poi retrocesso nuovamente e, nel 2006, Colding si è ritirato.

### Nazionale
Colding ha disputato due partite con la maglia della Danimarca under 21, nel 1992. A novembre 1996, Bo Johansson lo ha fatto debuttare in Nazionale maggiore. Tra il 1998 e il 2000 ha giocato la maggior parte delle partite della selezione danese. Ha poi disputato tutti gli incontri della Danimarca al campionato del mondo 1998 e al campionato d'Europa 2000. A giugno 2000, con l'arrivo del commissario tecnico Morten Olsen, è stato escluso dalla Nazionale. Ha giocato l'ultima gara con la Danimarca a marzo 2004, in una sfida persa per due a zero contro la Spagna.

## Statistiche

### Cronologia presenze e reti in nazionale
| Cronologia completa delle presenze e delle reti in nazionale ― Danimarca | Cronologia completa delle presenze e delle reti in nazionale ― Danimarca | Cronologia completa delle presenze e delle reti in nazionale ― Danimarca | Cronologia completa delle presenze e delle reti in nazionale ― Danimarca | Cronologia completa delle presenze e delle reti in nazionale ― Danimarca | Cronologia completa delle presenze e delle reti in nazionale ― Danimarca | Cronologia completa delle presenze e delle reti in nazionale ― Danimarca | Cronologia completa delle presenze e delle reti in nazionale ― Danimarca |
| Data                                                                     | Città                                                                    | In casa                                                                  | Risultato                                                                | Ospiti                                                                   | Competizione                                                             | Reti                                                                     | Note                                                                     |
| ------------------------------------------------------------------------ | ------------------------------------------------------------------------ | ------------------------------------------------------------------------ | ------------------------------------------------------------------------ | ------------------------------------------------------------------------ | ------------------------------------------------------------------------ | ------------------------------------------------------------------------ | ------------------------------------------------------------------------ |
| 9-11-1996                                                                | Copenaghen                                                               | Danimarca                                                                | 1 – 0                                                                    | Francia                                                                  | Amichevole                                                               | -                                                                        | 41’                                                                      |
| 11-10-1997                                                               | Atene                                                                    | Grecia                                                                   | 0 – 0                                                                    | Danimarca                                                                | Qual. Mondiali 1998                                                      | -                                                                        | 56’                                                                      |
| 22-4-1998                                                                | Copenaghen                                                               | Danimarca                                                                | 0 – 2                                                                    | Norvegia                                                                 | Amichevole                                                               | -                                                                        | 73’                                                                      |
| 5-6-1998                                                                 | Odense                                                                   | Danimarca                                                                | 1 – 2                                                                    | Camerun                                                                  | Amichevole                                                               | -                                                                        | 46’                                                                      |
| 12-6-1998                                                                | Lens                                                                     | Arabia Saudita                                                           | 0 – 1                                                                    | Danimarca                                                                | Mondiali 1998 - 1º turno                                                 | -                                                                        |                                                                          |
| 18-6-1998                                                                | Tolosa                                                                   | Sudafrica                                                                | 1 – 1                                                                    | Danimarca                                                                | Mondiali 1998 - 1º turno                                                 | -                                                                        |                                                                          |
| 24-6-1998                                                                | Lione                                                                    | Francia                                                                  | 2 – 1                                                                    | Danimarca                                                                | Mondiali 1998 - 1º turno                                                 | -                                                                        | 75’ 78’                                                                  |
| 28-6-1998                                                                | Saint-Denis                                                              | Danimarca                                                                | 4 – 1                                                                    | Nigeria                                                                  | Mondiali 1998 - Ottavi di finale                                         | -                                                                        |                                                                          |
| 3-7-1998                                                                 | Nantes                                                                   | Brasile                                                                  | 3 – 2                                                                    | Danimarca                                                                | Mondiali 1998 - Quarti di finale                                         | -                                                                        | 39’                                                                      |
| 19-8-1998                                                                | Praga                                                                    | Rep. Ceca                                                                | 1 – 0                                                                    | Danimarca                                                                | Amichevole                                                               | -                                                                        |                                                                          |
| 14-10-1998                                                               | Zurigo                                                                   | Svizzera                                                                 | 1 – 1                                                                    | Danimarca                                                                | Qual. Euro 2000                                                          | -                                                                        | 59’                                                                      |
| 10-2-1999                                                                | Spalato                                                                  | Croazia                                                                  | 0 – 1                                                                    | Danimarca                                                                | Amichevole                                                               | -                                                                        |                                                                          |
| 27-3-1999                                                                | Copenaghen                                                               | Danimarca                                                                | 1 – 2                                                                    | Italia                                                                   | Qual. Euro 2000                                                          | -                                                                        | 83’                                                                      |
| 28-4-1999                                                                | Copenaghen                                                               | Danimarca                                                                | 1 – 1                                                                    | Sudafrica                                                                | Amichevole                                                               | -                                                                        |                                                                          |
| 5-6-1999                                                                 | Copenaghen                                                               | Danimarca                                                                | 1 – 0                                                                    | Bielorussia                                                              | Qual. Euro 2000                                                          | -                                                                        |                                                                          |
| 9-6-1999                                                                 | Liverpool                                                                | Galles                                                                   | 0 – 2                                                                    | Danimarca                                                                | Qual. Euro 2000                                                          | -                                                                        |                                                                          |
| 18-8-1999                                                                | Copenaghen                                                               | Danimarca                                                                | 0 – 0                                                                    | Paesi Bassi                                                              | Amichevole                                                               | -                                                                        |                                                                          |
| 4-9-1999                                                                 | Odense                                                                   | Danimarca                                                                | 2 – 1                                                                    | Svizzera                                                                 | Qual. Euro 2000                                                          | -                                                                        | 51’                                                                      |
| 8-9-1999                                                                 | Napoli                                                                   | Italia                                                                   | 2 – 3                                                                    | Danimarca                                                                | Qual. Euro 2000                                                          | -                                                                        | 44’                                                                      |
| 10-10-1999                                                               | Copenaghen                                                               | Danimarca                                                                | 0 – 0                                                                    | Iran                                                                     | Amichevole                                                               | -                                                                        |                                                                          |
| 29-3-2000                                                                | Leiria                                                                   | Portogallo                                                               | 2 – 1                                                                    | Danimarca                                                                | Amichevole                                                               | -                                                                        | 60’                                                                      |
| 26-4-2000                                                                | Copenaghen                                                               | Danimarca                                                                | 0 – 1                                                                    | Svezia                                                                   | Amichevole                                                               | -                                                                        | 81’                                                                      |
| 3-6-2000                                                                 | Odense                                                                   | Danimarca                                                                | 2 – 2                                                                    | Belgio                                                                   | Amichevole                                                               | -                                                                        |                                                                          |
| 11-6-2000                                                                | Bruges                                                                   | Danimarca                                                                | 0 – 3                                                                    | Francia                                                                  | Euro 2000 - 1º turno                                                     | -                                                                        |                                                                          |
| 16-6-2000                                                                | Rotterdam                                                                | Danimarca                                                                | 0 – 3                                                                    | Paesi Bassi                                                              | Euro 2000 - 1º turno                                                     | -                                                                        |                                                                          |
| 21-6-2000                                                                | Liegi                                                                    | Rep. Ceca                                                                | 2 – 0                                                                    | Danimarca                                                                | Euro 2000 - 1º turno                                                     | -                                                                        | 68’ 83’                                                                  |
| 31-3-2004                                                                | Gijón                                                                    | Spagna                                                                   | 2 – 0                                                                    | Danimarca                                                                | Amichevole                                                               | -                                                                        | 67’                                                                      |
| Totale                                                                   |                                                                          | Presenze                                                                 | 27                                                                       |                                                                          | Reti                                                                     | 0                                                                        |                                                                          |

## Palmarès

### Giocatore

#### Club

##### Competizioni nazionali
- Campionato danese: 3

Brøndby: 1995-1996, 1996-1997, 1997-1998
- Coppa di Danimarca: 2

Brøndby: 1997-1998
- Campionato tedesco di seconda divisione: 1

Bochum: 2005-2006